# Lethrinus rubrioperculatus
Lethrinus rubrioperculatus és una espècie de peix pertanyent a la família dels letrínids.

## Descripció
- Pot arribar a fer 50 cm de llargària màxima (normalment, en fa 30).
- 10 espines i 9 radis tous a l'aleta dorsal i 3 espines i 8 radis tous a l'anal.
- És de color marró o gris oliva amb taques irregulars disperses de color negre.
- Els llavis són, normalment, de color vermell.
- Aletes pàl·lides o rosades.[4][5]

## Alimentació
Menja principalment crustacis, peixos, equinoderms i mol·luscs.

## Hàbitat
És un peix marí, associat als esculls i de clima tropical (33°N-25°S) que viu entre 12 i 160 m de fondària.

## Distribució geogràfica
Es troba des de l'Àfrica oriental fins al sud del Japó i les illes Marqueses.

## Ús comercial
Es comercialitza fresc.

## Observacions
És inofensiu per als humans.